# آهنگرکلانوکنده
آهنگرکلانوکنده، روستایی از توابع بخش مرکزی شهرستان قائم‌شهر در استان مازندران ایران است.

## جمعیت
این روستا در نوکندکلا قرار داشته و براساس آخرین سرشماری مرکز آمار ایران که در سال ۱۳۸۵ صورت گرفته، جمعیت آن ۵۷۲نفر (۱۴۴خانوار) بوده‌است.